# Weiherespangraben
Der Weiherespangraben (alternativ: Augraben) ist der nordöstliche und linke Quellfluss des Anlauter-Zuflusses Erlenbaches bis zum Schloss Syburg in der Gemeinde Bergen im mittelfränkischen Landkreis Weißenburg-Gunzenhausen.

## Verlauf
Der Weiherespangraben entspringt auf einer Höhe von 562 m ü. NHN nordöstlich von Dannhausen unweit zur Grenze zum Landkreis Roth auf der flachen Hochebene des Unterraums Anlauter-Braunjuratrichter der Altmühlalb, die zum Naturraum der Südlichen Frankenalb gehört, dicht an der Stufenkante zum Albvorland im Norden. Er fließt beständig in südwestliche Richtung und nimmt mehrere kleine, unbenannte Bachläufe auf. Der Weiherespangraben zieht dabei westlich an Thalmannsfeld vorbei und nach einem Lauf von etwa 2,7 Kilometern vereint er sich auf einer Höhe von 520 m ü. NHN südwestlich von Thalmannsfeld und nahe dem Schloss Syburg mit dem von rechts und Nordwesten kommenden Hauptgraben zum Erlenbach, der dann etwa südwärts weiter in Richtung Nennslingen weiterläuft. Der Bach durchquert während seines gesamten Verlaufs eine weite Offenlandschaft.